# Spiegelschrift (Album)
Spiegelschrift ist das Debütalbum von Fiva sowie von DJ Radrum, die damals als Duo auftraten.

## Entstehung
Fivas Interesse an Hip-Hop begann Mitte der 1990er Jahre. Zunächst übte sie sich im Freestyling, ehe sie kurz vor ihrem ersten Auftritt DJ Radrum, der auf dieselbe Schule wie sie ging, um Beats bat. Anschließend wurde die Zusammenarbeit vertieft, die im Album Spiegelschrift mündete. Die Arbeiten am Album nahmen ungefähr ein Jahr in Anspruch. Fiva charakterisierte das Album in einem Interview wie folgt: „Das Album ist für alle Leute die Lust haben ein bisschen zuzuhören und sich mit mir Gedanken machen wollen. Es ist mit Sicherheit kein Club Brenner, sondern eher was für zu Hause oder fürs Auto. Die Beats sind deshalb auch alle eher ruhig und musikalisch gehalten, was eben sehr gut zu meinen Texten passt.“

## Gäste
Gäste auf dem Album sind Aphroe, Chosen Few, Pyranja und Esther. Die meisten Beats wurden von DJ Radrum produziert.

## Texte
Stilistisch ist das Album dem Conscious Rap zuzuordnen. Silber und Gold setzt sich mit zwischenmenschlichen Kommunikationsproblemen auseinander. In Alleine geht es um die Sehnsucht nach Geborgenheit. Magie verarbeitet Enttäuschungen. Blaue Flecken beleuchtet das Leben dreier unterschiedlicher Generationen, aus Sicht der Rapperin zuerst ihre Großeltern-, dann ihre Eltern- und schließlich ihre Generation.

## Rezeption
Das Musikmagazin Intro kam zu dem Resümee, dass das Album „neben dem rapmusikalischen Inhalt doch tatsächlich auch durch persönliche Grußbotschaften in Voice-over-Form“ überzeuge. Gelobt wurde vor allem der Textinhalt der Lieder. Lediglich Fivas Raptechnik wurde etwas kritisiert.
Ebenfalls positiv bewertet wurde Spiegelschrift auf rap4fame.de. Es erhielt vier von fünf Kronen. So habe Fiva „eine schöne Stimme, einen beruhigenden Flow und anspruchsvolle Reime“. Die Texte werden als „deeper Inhalt, so wie man es nur noch selten auf einem Album findet“, charakterisiert. Es sei „kein Album zum Party machen, sondern viel mehr zum nachdenken“ sowie als Fazit „ein wichtiges Album was den deutschen Rap betrifft.“